# Ethelurgus kumatai
Ethelurgus kumatai är en stekelart som beskrevs av Kusigemati 1983. Ethelurgus kumatai ingår i släktet Ethelurgus och familjen brokparasitsteklar. Inga underarter finns listade i Catalogue of Life.